# Fénytörés

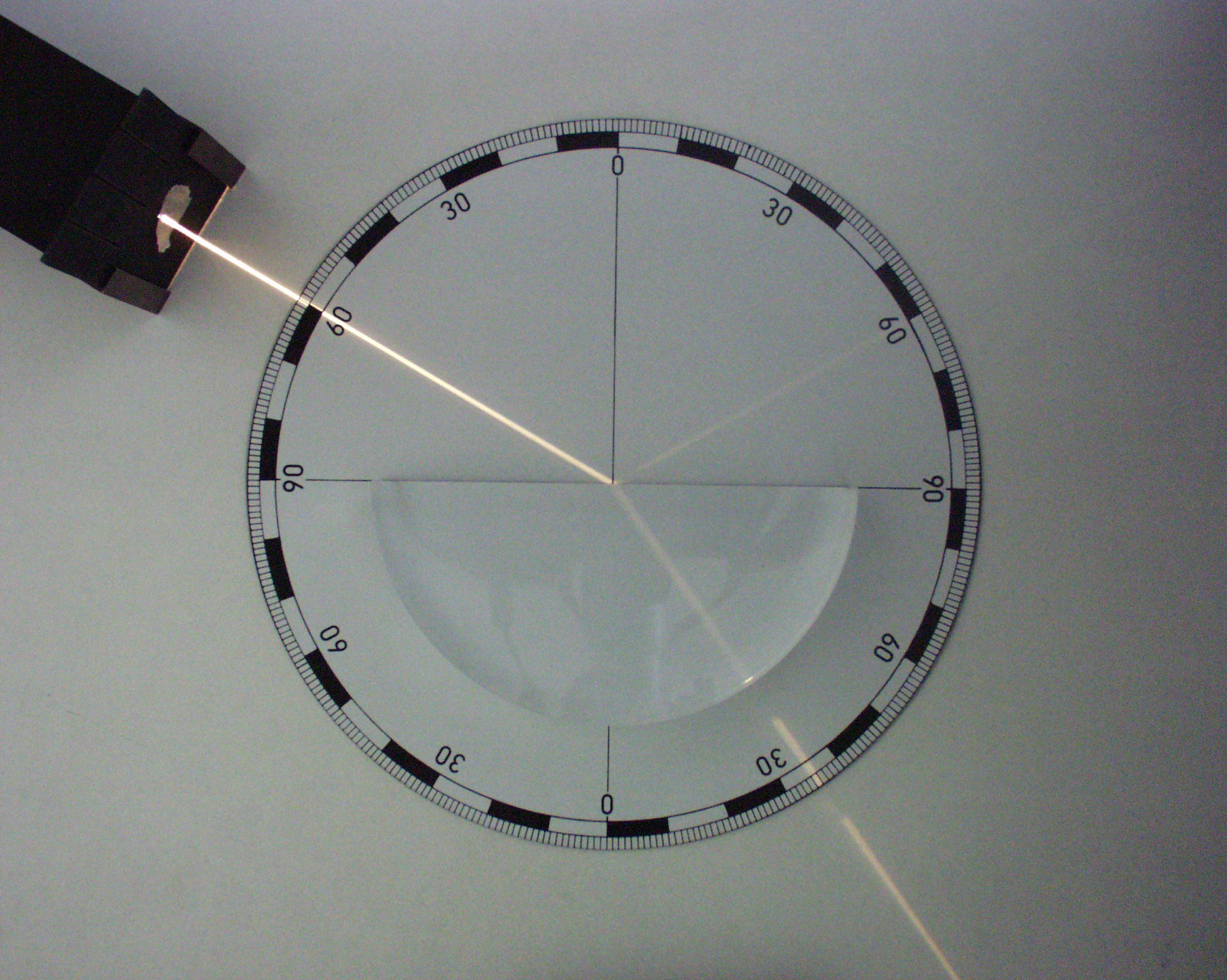
Fénytörés és fényvisszaverődés levegő-plexi határán

A fénytörés (refrakció) egy optikai jelenség. Ha a fény két eltérő optikai sűrűségű közeg határára érkezik, akkor egy része visszaverődik, másik része pedig belép az új közegbe. Az új közegben haladó fénysugár általában megtörik. A jobb oldali képen megfigyelhető a levegőből a plexi felületére érkező fénysugár visszaverődése és törése is.

## A fénytörés törvényei

A Snellius–Descartes-törvényhez

Állítsunk merőlegest a két közeg határára abban a pontban, ahova a fénysugár érkezik! Ez az egyenes a beesési merőleges. A felületre érkező fénysugár és a beesési merőleges által bezárt szög a beesési szög (α), a megtört fénysugár és a beesési merőleges közti szög a törési szög (β).
A fénytörés törvényei a következők:
1. A beeső fénysugár, a beesési merőleges és a megtört fénysugár egy síkban van.
2. A merőlegesen beeső fénysugár nem törik meg.
3. A beesési szög szinuszának és a törési szög szinuszának hányadosa a két közegre jellemző állandó. (Snellius–Descartes-törvény, 1621 és 1629)[1] A Snellius–Descartes-törvény képlettel felírva:

{\displaystyle {{\frac {\sin \alpha }{\sin \beta }}={\mbox{állandó}}}\,\!}
A fénytörésre vonatkozó egyéb tudnivalók:
1. A beeső és a megtört fénysugár a beesési merőleges különböző oldalain halad.
2. A fénysugár útja megfordítható, vagyis (az ábra jelöléseit használva) a második közegből β szöggel a határfelületre érkező fény az első közegben α szöggel halad tovább.
3. Ha a fény optikailag ritkább anyagból sűrűbb anyagba lép, akkor a beesési merőlegeshez törik (β < α).
4. Ha a fény optikailag sűrűbb anyagból ritkább anyagba lép, akkor a beesési merőlegestől törik (β > α).
5. Ugyanolyan körülmények között az eltérő színű (=hullámhosszúságú) fénysugarak kissé különböző szögben törnek meg. Ezt a jelenséget színszóródásnak (diszperziónak) nevezzük.

## A törésmutató
A Snellius-Descartes-törvényben szereplő állandót a második közegnek az első közegre vonatkozó törésmutatójának nevezzük. és n21-gyel jelöljük. (Egyértelmű esetekben gyakran csak a törésmutató kifejezést használjuk.) Képlettel felírva:
{\displaystyle {{\frac {\sin \alpha }{\sin \beta }}=n_{21}}\,\!}
Egy anyag vákuumra vonatkozó törésmutatóját az adott anyag abszolút törésmutatójának nevezzük, és n-nel jelöljük.

## A fénytörés magyarázata

A fénytörés magyarázatához

A fénytörés oka az, hogy a két közegben eltérő a fény terjedési sebessége. Mérésekkel és a jobb oldali rajz alapján elméleti úton is igazolható, hogy a törésmutató ugyanakkora, mint a két közegben mérhető terjedési sebességek hányadosa, illetve a két közegben mérhető hullámhosszak hányadosa. Képlettel:
{\displaystyle {n_{21}={\frac {c_{1}}{c_{2}}}={\frac {\lambda _{1}}{\lambda _{2}}}}\,\!}
Ha a fény vákuumbeli sebességét c0, az adott anyagban mérhető fénysebességet c jelöli, akkor egy anyag abszolút törésmutatója az előbbiek alapján:
{\displaystyle {n={\frac {c_{0}}{c}}}\,\!}
Mindezeket felhasználva igazolható, hogy ha a fény az n1 abszolút törésmutatójú anyagból jut át az n2 abszolút törésmutatójú anyagba, akkor az n21 törésmutató megegyezik az abszolút törésmutatók hányadosával. Képlettel:
{\displaystyle {n_{21}={\frac {n_{2}}{n_{1}}}}\,\!}
A fénysugarak megfordíthatóságának elve alapján igazolható, hogy
{\displaystyle {n_{12}={\frac {1}{n_{21}}}}\,\!}

## Analógia: a fuldokló megmentése

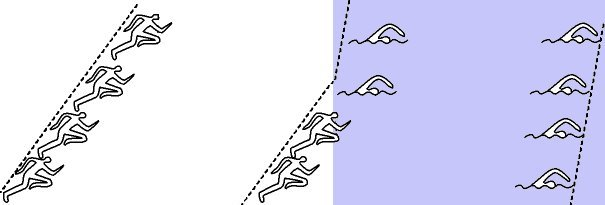
Eltérő sebesség a két közegben

A parton álló úszómester észreveszi, hogy valaki fuldoklik a vízben. A lehető legrövidebb idő alatt szeretne odaérni a bajba jutott emberhez. A parton futva, a vízben úszva tud haladni, a két "közegben" eltérő a haladási sebessége, ezért nem akkor ér oda a leghamarabb, ha egyenes mentén halad.
A jobb oldali képen a futók a fényhullám hullámfrontját jelképezik. (Hasonlítsuk össze az előző rajzzal!) A vizet elérve a futók frontja megtörik, mert a vízben a sebesség kisebb. A két közeg közti "törésmutatót" a futás és az úszás sebességének arányából számolhatjuk ki.

## Határszög, a teljes fényvisszaverődés

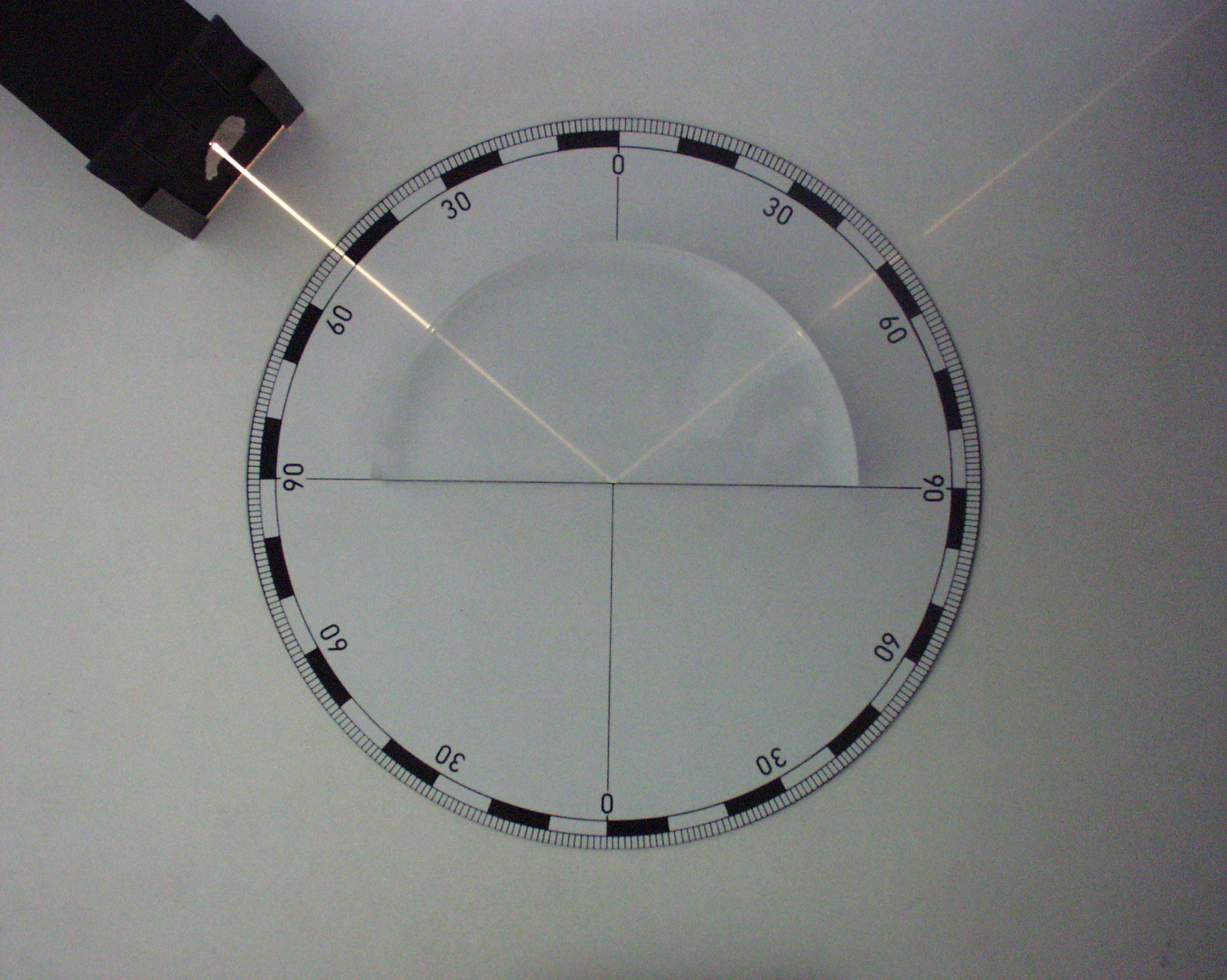
Teljes fényvisszaverődés plexi-levegő határán

Vizsgáljuk meg azt az esetet, amikor a fény optikailag sűrűbb közegből ritkább közegbe lép! Ekkor a törési szög nagyobb, mint a beesési szög (β > α). Ha növeljük a beesési szöget, a törési szög is nő, mígnem eléri a 90°-ot. Ekkor a fény nem lép be a második közegbe, hanem annak felülete mentén halad tovább. Azt a beesési szöget, amelynél a törési szög β = 90°, határszögnek nevezzük. Jelölése: αh.
A határszög értéke a két közeg törésmutatójából kiszámítható:
{\displaystyle {\sin \alpha _{h}=n_{2,1}}\,\!}
A beesési szög nagyságától függően három eset lehetséges:
- Ha α < αh, a fény belép a második közegbe, megtörik, és a beesési merőlegessel β szöget bezárva halad tovább.
- Ha α = αh, a fény a két közeg határfelülete mentén halad tovább.
- Ha α > αh, a fény nem törik meg, hanem teljes egészében visszaverődik. Ezt a jelenséget teljes fényvisszaverődésnek vagy totálreflexiónak nevezzük.

Mivel a legjobb minőségű tükrök is csak a fény 95 százalékát verik vissza, egyes optikai eszközökben a tükrök helyett a teljes fényvisszaverődést használják a fény irányának megváltoztatására.

## A fénytörés néhány következménye
- Ha egy ceruzát félig vízbe mártunk: felülről nézve úgy tűnik, mintha a ceruza a levegő és a víz határán megtört volna. A tárgyak egy-egy pontját ott látjuk, ahol a róluk kiinduló, és a szemünkbe jutó fénysugarak visszafelé történő meghosszabbításai metszik egymást. Amikor a ceruzát vízbe mártjuk, a róla kiinduló fénysugarak a víz és a levegő határán megtörnek. Emiatt úgy látjuk, mintha a ceruza vége máshol lenne, mint amikor még üres volt a pohár.

|  |  |  |  |

- Szigonnyal halászáskor figyelembe kell venni a fény törését: a hal nem pont ott van, mint ahol látjuk, ahogy a ceruza sem görbült meg attól, hogy vízbe mártottuk.
- Ha egy vastag üveglapon át nézzük környezetünk tárgyait, nem eredeti helyén látjuk őket, hanem mintha el lennének tolva. A levegőnél fénytanilag sűrűbb üveg eltéríti a fénysugarakat. A párhuzamos falú üveglemezre ferdén érkező fénysugár kétszer törik meg. Egyszer az üvegbe lépéskor, másodszor az üvegből történő kilépéskor. Ilyenkor a fény eredeti irányához képest párhuzamosan eltolódva halad tovább. A megfigyelő ilyenkor a tárgyat a kétszeresen megtört fénysugár irányában látja.
- A derékig vízben álló ember lába rövidebbnek látszik, és a vízzel teli medence kevésbé tűnik mélynek a partról nézve, mint az üres.
- Egyes halak a víz felett repülő rovarokra vadásznak úgy, hogy kis "víznyilakat" lőnek ki rájuk a szájukkal. Ezek a halak a célzáskor gyakorlati tapasztalat alapján számolnak a fény törésével.
- Az optikai szálak használatánál a teljes visszaverődés jelenségét használjuk ki.